# Тијабара
Тијабара је позната градска четврт Пирота на десној страни Нишаве. Римски пут који је пролазио кроз ову четврт је одредио примарни и претежни развој Пирота на овој страни Нишаве. 

## Морфолошке одлике
Тијабара је равница која је смештена поред Нишаве и Градашничке реке. Основна геолошка грађа јесу речни наноси. Најмлађа речна тераса се пружа на надморској висини од око 350 метара а највиша речна тераса су насеља Прчевац и Провалија са око 500 - 600 метара. Неравномерна акумулација материјала су чинили да корито Нишаве буде несигурно и нестално те је стога меандрирање реке доводило до честих поплава. Једно данас старије корито Нишаве се простирало преко трга пиротских ослободиоца и аутобуске станице у правцу ушћа Градашничке реке. Овај простор се пунио водом из оближњих извора и периодичних бујица. Тако се депресија на простору данашњег тијабарског трга одржавала годинама. Остатак меандра на простору данашње Тијабаре послужио је као основа за настанак имена - Тиха бара = Тијабара.

## Насељавање
У ранијим временима, записани трагови говоре само о Пироту са леве стране Нишаве. Не зна се ни где је био садашњи Големи мост на Нишави. Први пут се овај мост помиње у документима 1544. године. Тијабара није старија од 150 година. Прво насељавање је било у облику турских читлука. Турци су издавали сиромашним породицама зграде које су се подигле на сувим местима у овој депресији. Амбаре су градили за спахијске десетке. Близу су биле и њиве у садашњем насељу Јатаган а тадашња Бег - башча. Временом је Тијабара полако бивала све више насељенија због стављања насипа. Прво су се градиле куће на неким вишим висоравнима због воде и поплава. На крају се насељавање завршило и куће су се изградиле све до Големог моста на Нишави. 
Првобитна насипања Тијабаре су се дешавала око српско-турских ратова. Каснија насипања су била око пијаце, у улици Николе Пашића и у Доњој мали (Дечанска улица данас). Тијабарски трг је оцеђен и насипан 1922. године . Цео овај простор је уздигнут за око метар, метар и по. 
Један од најранијих писаних података о трговачком карактеру Тијабаре се помиње 1825. године. 

## Становништво и прилике за становање
За разлику од Пазара - насеља на левој страни Нишаве, Тијабара је било место где су се углавном насељавале сиромашне породице. Пазар је био управни и административни центар Пирота, турска етничка заједница где су живеле имућне породице и староседеоци. 
Куће су биле таквог изгледа да су давале утисак да се ради о селу. Занатлија у почетку није било уопште у овом делу Пирота. Куће углавном нису имале прозоре и нису биле окречене. Тек када је завладала куга, онда је становништво почело да кречи зидове кућа. Имали су дворишта са бунарима (вода је много чистија и боља од оне у Пазару). У дворишту су се налазили и амбари, башта и шупа. Дворишта су по правилу била ограђена високим оградама и покривене ћерамидом да не кисну. Што се тиче инвентара, људи су углавном имали огњиште у средини куће, троножне столице и рогожу на којој се спавало. Тек су се крајем 19. века почеле градити квалитетније куће, почев од куће Малог Ристе. 
Тада почињу да отварају радње разне занатлије и живот је био умногоме бољи. Тек између два рата, овај део Пирота почиње да се урушава и радње су се затварале. Поред стамбених кућа, помешаних са једним бројем дућана, овде су се крајем 19. века налазиле Саборна црква, Основна школа и џамија. Џамија и основна школа су биле једна поред друге. Када је џамија срушена, дошло се на идеју да се ту одмах сагради нижа гимназија међутим, Министарство просвете и црквених послова је ипак одабрало Пазар за изградњу зато што је на "угледнијем месту". 
Једини мост на Нишави који је повезивао два дела Пирота - Пазар и Тијабару, је однела Нишава 1875. године. Мост је вероватно поправљен међутим са изградњом новог моста се почело после ослобођења од Турака 1882. године. Нови мост су градили италијански мајстори, у дужини од 60 метара на 4 камена стубова. Са мањим преправкама, овај мост и даље стоји преко реке у Пироту. Након узградње моста, почело је насипавање улица с пазарске и тијабарске стране до висине моста што је и данас видљиво. У то време се насипавала и пресицала једна од главних улица у граду данас - тадашња Железничка улица а данашња улица Николе Пашића.
Како је ово било плављиво подручје, хигијена је била на незавидном нивоу. "По нашим појмовима, Пирот је велика варош, по свој прилици по величини четврта у Србији. Али није лепо ни пријатно место. Куће су врло мале и ниске, Нишава га, кад год се нашли, топи, отуд су све куће подводне, а улице и авлије у блату; место је зацело нездраво...У вароши има неколико чесама, које као и свуда пресушују окткако Турци одоше...Иначе у Пироту има много бунара, који нису само у авлијама као у Шапцу, него на сокаку, испред дућана. Место сантрача имају с аршина висок, просечен камен, који није ничим покривен; на бунару нема ни точка, ни кове ,него коме треба воде он доше с котлићем и ужетом, спусти га и заити". 
Побољшање комуналног система као и изградња улица и железничке станице у 19. веку је помогло да се Тијабара обнови и насели. Данас је то место где је музеј, пијаца, аутобуска станица, индустријска зона, основне и средње школе као и многе радње.

## Трг Републике (Пирот)
Трг Републике у Пироту некадашњи Трг краља Петра Ослободиоца, је просторна историјска целина и културно добро које поседује знамените и естетске атрактивне атрибуте, оплемењене новим садржајима. На овом тргу се налазе просторно културно-историјске целине - Занатско-трговачке радње у Тијабари у Пироту, проглашене за културно добро 1981. године.

### Положај
Налази се у занатско-трговачком центару у насељу Тијабара у коме је за време владавине Турака постојала покривена чаршија.
Географски положај
Северна географска ширина: 43° 09′ 07"
Источна географска дужина: 22° 35′ 06"
Надморска висина: 367 m

### Историја
Место Трга у симболичној топографији Пирота је веома истакнуто будући да је насеље Тијабара у коме се он налази, у односу на Пазар, млађи део Пирота.
Као што и сам назив говори — Тиха бара или  Тијабара, настала је на простору на коме су се налазиле баре које су се пуниле водом из оближњих извора и периодичних бујица. Поосле вишедеценијског насипања песком који је ископаван из реке Нишаве од простора чесме Гушевице до простора на коме се данас налази Споменик ослободиоцима Пирота, коначно су биле исушене након Првог балканског рата, о чему сведочи и данашњи ниво чесме Гушевице.
Тијабара није старија од 150 година. Прво насељавање је било у облику турских читлука. Турци су издавали сиромашним породицама зграде које су градили на сувим местима у овој депресији. Амбаре су градили за спахијске десетке. Близу су биле и њиве у садашњем насељу Јатаган а тадашња Бег - башча. 
Временом је Тијабара полако бивала све више насељенија због стављања насипа. Прво су се градиле куће на неким вишим висоравнима због воде и поплава. На крају се насељавање завршило и куће су се изградиле све до Големог моста на Нишави.
Урбанизација града Пирота након ослобођења од Османлијског царства 1877. године довела је до регулације улица и развоја архитектуре јавних здања по узору на европске центре. Старе куће су биле замењене новим и грађене у осмишљеним стамбеним блоковима. Улице су правилно формиране, а тргови су концептуално замишљени.
Тако је настао и простор градског трга у Тијабари, својевремено Трг краља Петра Ослоободиоца, данас Трга Републике који је имао задатак да створи другачији идентитет и обезбеди припадност токовима у склопу нове државе у коју би град требало да буде интегрисан. Временом трг су окружили не само бројни  стамбено — трговачки садржаји већ и споменик о историјском догађају (ослобођењу Пирота од Турака), о коме је не он не само сведочио, већ је својом конструкцијом дао посебну архитектонско амбијенталну целину трга у Тијабари, која није могла да промекне оку посматрача.

### Архитектура
Архитектонски фонд ове градске целине распоређен је у три улице које у облику троугла окружују Трг Републике, чинећи тако амбијент типичан за чаршију српске вароши насталу у 19. веку.
Стилску групу чаршијских кућа трга  карактеришу фасаде са профилисаним кровним венцима , док су излози на радњама скромни са ретким украсима,  обрађени дрвеним первазима са декоративним елементима као што је капител. На понеким локалима се може наћи и надпрозорник где је угравирано име фирме.  Архитравни појас који најчешће прихватају пиластри са композитним капителима или вертикални низови квадера, са прозорима које красе профилисани надпрозорни тимпанони или архитрави. Испод прозора се налазе мањи солбанк и парапетно поље украшено геометријским обликом квадра или ромба. 
Најатрактивнијим објектом сматра се рестаурирана кућа ћилимарске породице Гаротић из 1869. године.
Естетска вредност ове амбијенталне целине нарушена је после Другог свестског рата модернизацијом фасада, изградњом савремених објеката, као и таблама и надстрешницама трговинских и угоститељских објеката који ту послују, што је довело до делимичне деградације амбијента и његовог ликовног осиромашења. 
На овом простору се налази и градска аутобуска станица, која иако мала, знатно нарушава амбијент.